# Bart Ramselaar
Bart Ramselaar, né le 29 juin 1996 à Amersfoort, est un footballeur international néerlandais évoluant au poste de milieu de terrain aux Lion City Sailors.

## Biographie

### En club
Après avoir évolué dans les équipes jeunes du VVZA et du RODA '46, Ramselaar intègre l'académie du FC Utrecht en 2010. Il fait ses débuts lors d'un match de championnat face à Feyenoord le 1er mars 2015. Il inscrit son premier but face au Vitesse Arnhem le 17 mai 2015. 
Il prend ensuite part à toutes les rencontres de championnat de son équipe lors de la saison 2015-2016, incluant les play-offs de la Ligue Europa, inscrivant cinq buts et délivrant six passes décisives. En Coupe des Pays-Bas, il participe au parcours du FC Utrecht jusqu'en finale, perdue face à Feyenoord, en inscrivant notamment un doublé face au PSV Eindhoven en quarts de finale. 
Le 18 août 2016, il rejoint le PSV Eindhoven pour cinq ans dans le cadre d'un transfert estimé à 4,5 millions d'euros.
Lors de la saison 2016-2017, il participe avec le PSV à la phase de groupe de la Ligue des champions. Il joue quatre matchs lors de cette phase de groupe, avec pour résultats trois défaites et un nul.

### En équipe nationale
Avec les espoirs néerlandais, il inscrit trois buts en 2017, contre l'Angleterre, la Lettonie et Andorre, lors des éliminatoires de l'Euro espoirs 2019. Par ailleurs, il est à cinq reprises capitaine de la sélection espoirs.
Il reçoit sa première sélection en équipe des Pays-Bas le 9 novembre 2016, en amical contre la Belgique, où il ne joue qu'une seule minute (score : 1-1). Il est pour la première fois titulaire quatre jours plus tard, contre le Luxembourg, lors des éliminatoires du mondial 2018 (victoire 1-3).

## Palmarès
- Champion des Pays-Bas en 2018 avec le PSV Eindhoven
- Finaliste de la Coupe des Pays-Bas en 2016 avec le FC Utrecht

## Statistiques
| Saison                | Club                  | Championnat           | Championnat | Championnat | Coupe(s) nationale(s) | Coupe(s) nationale(s) | Compétition(s) continentale(s) | Compétition(s) continentale(s) | Compétition(s) continentale(s) | Total | Total |
| Saison                | Club                  | Division              | M.          | B.          | M.                    | B.                    | Comp.                          | M.                             | B.                             | M.    | B.    |
| 2014-2015             | FC Utrecht            | Eredivisie            | 5           | 1           | 0                     | 0                     | -                              | -                              | -                              | 5     | 1     |
| 2015-2016             | FC Utrecht            | Eredivisie            | 37          | 5           | 5                     | 3                     | -                              | -                              | -                              | 42    | 8     |
| 2016-2017             | FC Utrecht            | Eredivisie            | 2           | 1           | 0                     | 0                     | -                              | -                              | -                              | 2     | 1     |
| Sous-total            | Sous-total            | Sous-total            | 44          | 7           | 5                     | 3                     | -                              | -                              | -                              | 49    | 10    |
| 2016-2017             | PSV Eindhoven         | Eredivisie            | 27          | 5           | 2                     | 1                     | C1                             | 4                              | 0                              | 33    | 6     |
| 2017-2018             | PSV Eindhoven         | Eredivisie            | 31          | 1           | 4                     | 0                     | C3                             | 1                              | 0                              | 36    | 1     |
| 2018-2019             | PSV Eindhoven         | Eredivisie            | 4           | 0           | 2                     | 0                     | C1                             | 1                              | 0                              | 7     | 0     |
| Sous-total            | Sous-total            | Sous-total            | 62          | 6           | 8                     | 1                     | -                              | 6                              | 0                              | 76    | 7     |
| 2019-2020             | FC Utrecht            | Eredivisie            | 16          | 5           | 1                     | 0                     | -                              | -                              | -                              | 17    | 5     |
| Total sur la carrière | Total sur la carrière | Total sur la carrière | 122         | 18          | 14                    | 4                     | -                              | 6                              | 0                              | 142   | 22    |